# 데이터 링크
데이터 링크(data link)는 통신에서 일반적인 개념으로 한 지역에서 다른 지역으로 디지털 데이터(디지털 정보)의 송·수신(데이터 통신)을 위해 사용하는 도구이다.
항공기가 대륙을 횡단할 때 너무 멀리 떨어져 있어서 항공 교통 관제(ATC) 상 음성 통화가 불가능한 경우에 항공기와 항공 교통 관제(ATC) 간 정보를 주고 받기 위해 사용된다. 또한 비행 관리 컴퓨터(FMC: flight management computer)가 제공하는 위치, 속도, 고도 정보를 ATC에 전송하는 데 사용하고, ATC는 항공기에게 필요한 정보를 보낼 수도 있다.
데이터 링크 구성에는 적어도 세 가지 종류가 있다.
- 단방향 통신 - 대개 한 방향으로만 통신한다.
- 반이중 통신 - 두 방향으로 통신하되 동시에 할 수는 없다.
- 이중통신 - 동시에 두 방향으로 통신한다.

## 같이 보기
- 데이터 링크 계층
- 무인기